# Apisa kivensis
Apisa kivensis är en fjärilsart som beskrevs av Abel Dufrane 1945. Apisa kivensis ingår i släktet Apisa och familjen björnspinnare. Inga underarter finns listade i Catalogue of Life.